# Сейшеллярия
Сейшеллярия (лат. Seychellaria) — род многолетних сапрофитных бесхлорофилльных травянистых растений семейства Триурисовые (Triuridaceae).

## Распространение
Ареал рода охватывает Мадагаскар, Сейшельские острова и Танзанию.

## Классификация
По информации базы данных The Plant List (2013), род включает четыре вида:
- Seychellaria africana Vollesen растёт в Танзании[4].
- Seychellaria madagascariensis C.H.Wright — Сейшеллария мадагаскарская — эндемик Мадагаскара.
- Seychellaria perrieri Schltr. растёт на острове Мадагаскар.
- Seychellaria thomassetii Hemsl. растёт на острове Маэ Сейшельского архипелага[5].

В 2016 году был открыт и описан ещё один вид:
- Seychellaria barbata Nuraliev & Cheek — Сейшеллярия бородатая — растёт на острове Мадагаскар[6].